# فرنوش صمدي
فرنوش صمدي (Farnoush Samadi) (بالفارسية: فرنوش صمدی) هي كاتبة ومخرجة سيناريو إيرانية.. تم ترشيح فيلمها القصير «الصمت» جائزة السعفة الذهبية في مهرجان كان عام 2016.

## سيرة ذاتية
صمدي وُلدت في مدينة اصفهان في ايران. هاجرت في شبابها إلى إيطاليا، حيث تخرجت من اكاديمية روما للفنون.
اخرجت خلال القرن الحادي والعشرين العديد من الافلام القصيرة مثل (2016) "Silence", "Look (2017)", "Law 180" (2020. عُرض فيلم «الصمت» وهو أول فيلم قصير لها اخرجته إلى جانب علي اصغري، في مهرجان كان السينمائي عام 2016 وتم ترشيحه جائزة السعفة الذهبية، لكنها لم تفُز. تم عرض فيلمها القصير الثاني "Look", لأول مرة في جميع انحاء العالم في مهرجان لوكارنو السينمائي2017  وحظي بجائزة لجنة التحكيم بالفيلم المباشر الأفضل من American Film Institute. في عام 2018 حاز الفيلم على جائزة العربة الذهبية في مهرجان زغرب السينمائي.
كتبت صمدي سيناريو فيلم «اختفاء» للمخرج علي اصغري، والذي عُرض لأول مرة في مهرجان البندقية السينمائي الدولي ومهرجان تورونتو السينمائي الدولي. حاز الفيلم على جائزة أفضل فيلم في مهرجان سينغافورة السينمائي الدولي عام 2017. تم عرض فيلمها الأول، الذي كتبته واخرجته، "Law 180", في مهرجان تورنتو السينمائي الدولي في عام 2020، وفاز بجائزة مهرجان بلد الوليد السينمائي إلى جانب ترشيحين لجائزة الكريستال  جائزة Simorg لافضل مؤثرات صوتية وأفضل ممثلة مساعدة لأزيتا حاجيان.